# Geneng (Margomulyo)
Geneng is een bestuurslaag in het regentschap Bojonegoro van de provincie Oost-Java, Indonesië. Geneng telt 2705 inwoners (volkstelling 2010).